# Thawaba ibn Salama al-Judhamí
Thawaba ibn Salama al-Judhamí   ( - valor desconegut)(àrab: ثوابة بن سلامة الجذامي, Ṯawāba ibn Salāma al-Juḏāmī) fou valí de Al-Àndalus (745-746).
Capitost de la coalició d'àrabs d'origen iemenita que va vèncer el valí Abu-l-Khattar a la Batalla de Guadalete el 745. Va ser nomenat valí de Al-Àndalus pels insurrectes i, de fet, va governar sota la tutela del qaysí As-Sumayl.